# Port lotniczy Soto Cano
Port lotniczy Soto Cano (hiszp. Aeropuerto de Soto Cano; IATA: XPL, ICAO: MHJU) – wojskowy port lotniczy zlokalizowany w honduraskim mieście Comayagua.